# Empis totipennis
Empis totipennis är en tvåvingeart som beskrevs av Luigi Bellardi 1861. Empis totipennis ingår i släktet Empis och familjen dansflugor. Inga underarter finns listade i Catalogue of Life.